# Šimanovci
Šimanovci (Шимановци) település Szerbiában, a Vajdaságban, a Szerémségi körzetben, Pecsince községben.

## Demográfiai változások
| 1948 | 1953 | 1961 | 1971 | 1981 | 1991 | 2002 |
| ---- | ---- | ---- | ---- | ---- | ---- | ---- |
| 1888 | 1835 | 1824 | 1767 | 2376 | 2586 | 3358 |